# 河原畑徹
河原畑 徹（かわはらばた とおる）は、日本の国土交通官僚。国土交通省交通管制部長や、国土交通省中国運輸局長、国土交通省九州運輸局長などを歴任した。

## 人物・経歴
福岡県出身。1985年ラ・サール高等学校卒業。1990年東京大学経済学部卒業、運輸省入省。1995年運輸省中国運輸局企画部地域交通企画課長。1996年運輸省航空局監理部総務課航空企画調査室補佐官。1998年岩手県企画振興部交通政策課長。2001年国土交通省航空局管制保安部保安企画課長補佐。2004年日本貨物鉄道総合企画本部経営企画部副部長。
2006年内閣官房郵政民営化推進室企画官。2007年国土交通省大臣官房総務課企画官（港湾局）。2008年国土交通省航空局空港部首都圏空港課東京国際空港再拡張事業推進室長。2010年国土交通省航空局空港部首都圏空港課東京国際空港企画室長。2011年国土交通省九州運輸局企画観光部長。2012年国土交通省港湾局港湾経済課長。
2014年国土交通省航空局交通管制部交通管制企画課長。2016年自動車技術総合機構理事。2018年国土交通省自動車局総務課長。2019年国土交通省航空局交通管制部長。2020年国土交通省中国運輸局長。2021年国土交通省九州運輸局長。2022年国土交通省大臣官房付、即日辞職、日本生命保険顧問。2024年6月、西日本鉄道社外取締役兼監査等委員に就任予定。